# Edith Marcus

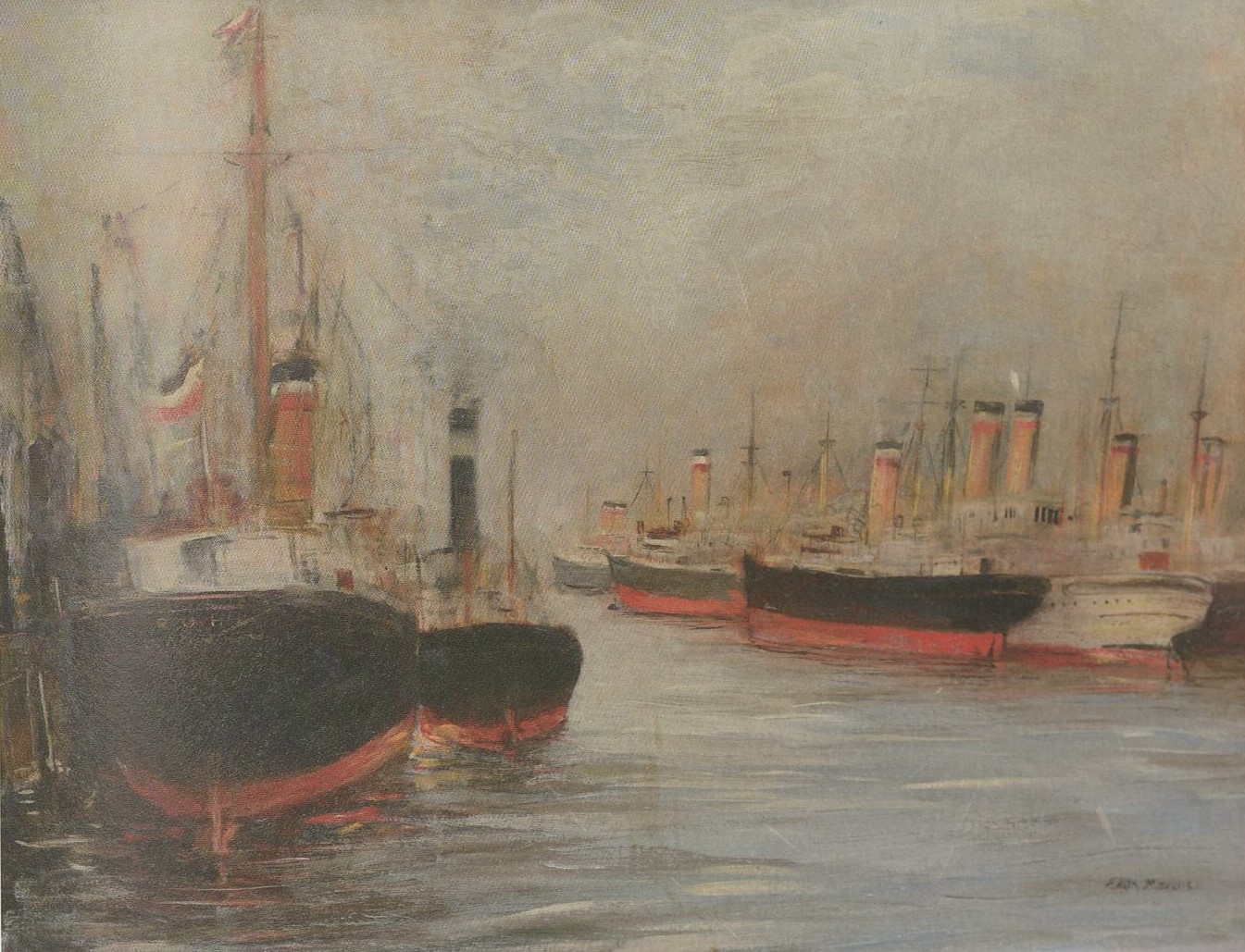
Hamburger Hafen (1920)

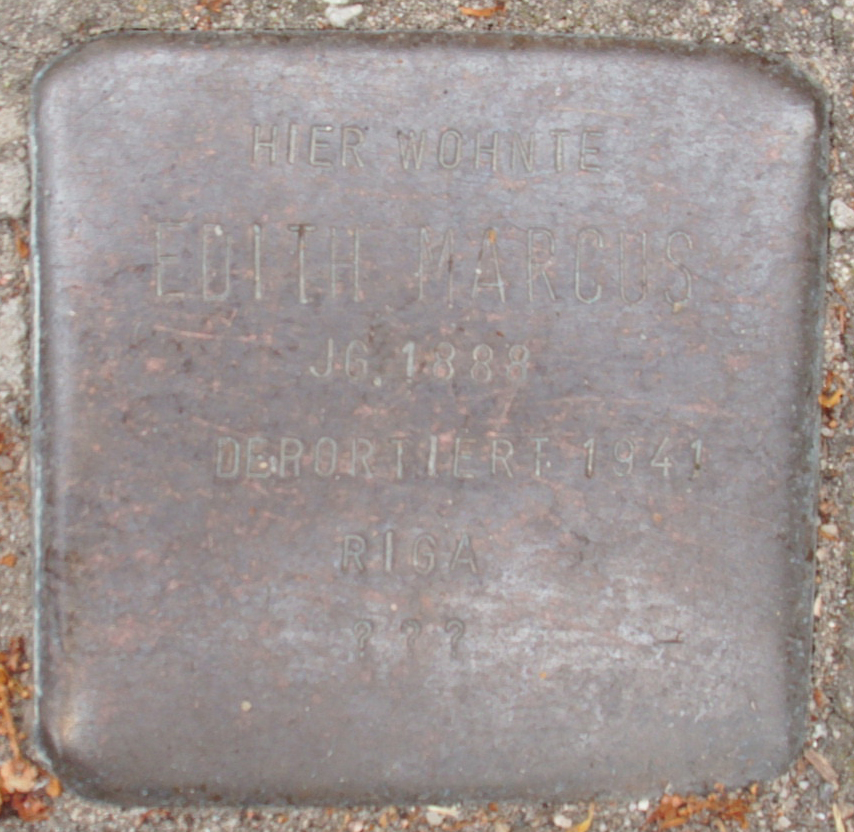
Stolperstein Hagedornstraße 18 (Edith Marcus) in Hamburg-Harvestehude

Edith Marcus (* 23. Februar 1888 in Altona; † vermutlich Dezember 1941) war eine deutsche Blumen- und Porträtmalerin.

## Leben

### Familie
Edith Marcus war die Tochter von Paul Marcus, der eine Firma für Holzbearbeitung und eine Möbelfabrik leitete, und dessen Ehefrau Helene (geb. Frank) (* 1857).
Seit 1920 war sie in Altona in der Eggersalle 9 ansässig; 1939 wurde sie gemeinsam mit ihrer Mutter in das Heim für jüdische Einwohner in der Hagedornstr. 18 in Hamburg eingewiesen.

### Künstlerisches und gesellschaftliches Wirken
Sie studierte für drei Jahre in Berlin bei dem Historien- und Genremaler Arthur Kampf, der seit 1899 auch an der Akademie der Künste lehrte, und setzte das Studium mit Studienaufenthalten in Belgien, Holland, der Schweiz, Italien und Paris fort.
1923 schuf sie ein Bildnis von Otto Lehmann, dem damaligen Direktor des Altonaer Museums, das zeigt, dass sie auch als Porträtmalerin hervorgetreten ist. Das 1931 entstandene Temperabild Israelitischer Tempel Oberstraße in Hamburg bietet eine zentralperspektivisch angelegte Architekturdarstellung.
1927 trat sie der Jüdischen Gemeinde in Altona bei. Nach 1933 wurde sie aufgrund ihrer jüdischen Herkunft sukzessive entrechtet und schließlich im Juni 1938 aus der Reichskulturkammer ausgeschlossen; dies war gleichbedeutend mit einem Berufsverbot und führte dazu, dass sie sich im Jüdischen Kulturbund Hamburg engagierte.
Am 6. Dezember 1941 wurde sie, wahrscheinlich gemeinsam mit ihrer Mutter, zum Lager Jungfernhof nahe Riga deportiert. Das genaue Todesdatum ist nicht belegt, aber vermutlich starb sie dort bereits kurz nach ihrer Ankunft am 9. Dezember 1941 (siehe auch Massaker von Rumbula).

## Ausstellungen
- 1921 beteiligte sie sich mit dem Blumenbild Clivia und Kamelien an der 16. Ausstellung des Deutschen Künstlerbundes in Hamburg.
- 1923 nahm sie mit den Gemälden Mädchen im Ginster (Öl-Tempera), Abigail begibt sich zu David (Tempera), Mühle von Hopen und der farbigen Grafik Gruppe an der Große Deutsche Kunstausstellung für freie und angewandte Kunst in Karlsruhe teil.
- 1926 war sie mit fast dreißig Bildern in der Galerie Commeter in Hamburg vertreten.
- 1930 nahm sie an der Ausstellung Hamburger Künstler teil.
- Während der Juryfreien Ausstellung erwarb die Stadt Hamburg aus Mitteln der Kunstpflegekommission im Mai 1931 ihr Ölgemälde Mädchen vom Hamburger Deichtormarkt, das dem Senator Franz Heinrich Witthoefft zum Abschied aus dem Senat als Geschenk überreicht wurde.
- 1933/1934 beteiligte sie sich an der Internationalen Frauenkunstausstellung in Florenz.
- 1936 stellte sie ihre Bilder auf der Ausstellung des Reichsverbandes der Jüdischen Kulturbünde im Jüdischen Museum Berlin aus.

## Mitgliedschaften
- Edith Marcus war Mitglied der Hamburgischen Künstlerschaft.[5]

## Erinnerungen
- Zum Gedenken von Edith und ihrer Mutter Helene Marcus wurden in der Hagedornstraße 18 in Hamburg Stolpersteine verlegt.[6]

## Werke (Auswahl)
- Porträt Prof. Otto Lehmann (1923), Altonaer Museum, Hamburg.
- Israelitischer Tempel Oberstraße (1931), Museum für Hamburgische Geschichte, Hamburg.